# أنسيلمي غايتان ديماريه
أنسيلمي غايتان ديماريه (بالفرنسية: Anselme Gaëtan Desmarest)‏ عالم فرنسي اختص في علم الحيوان والتأليف. ولد في 6 مارس، 1784، باريس وتوفي في 4 يونيو، 1838، ميزون ألفور، باريس.